# Hétpettyes karcsúcincér
A hétpettyes karcsúcincér (Stenurella septempunctata) a cincérfélék családjába tartozó, Délkelet-Európában és Kis-Ázsiában honos, lombos fákon élő bogárfaj. 

## Megjelenése
A hétpettyes karcsúcincér hímjének testhossza 7-11 mm, a nőstény 7-12,5 mm-es. Testalkata karcsú, az előhát hátulsó pereme jóval szélesebb az elsőnél; szárnyfedőinek oldalvonalai végig keskenyednek. Teste sárgásvörös, a csápok töve, a mell, az első haslemez töve és a nőstény ötödik haslemeze (a hímnél csak a vége) fekete. Szárnyfedőin hét fekete folt látható, 2-2 a hátulsó harmadban, 1-1 kisebb a középvonal előtt, valamint egy nagy, hosszúkás folt a varraton a pajzsocska mögött. Feje részben vagy egészen vörösessárga, de legalább egy nagy folt a szemek között, a csápdudorok és a nyak között vöröses. Az előtor és a szárnyfedők rajzolata nagyon változékony. 

## Elterjedése és életmódja
Délkelet-Európában (Északkelet-Olaszország, Ausztria, Kárpát-medence, Balkán) és Kis-Ázsiában honos a Kaukázusig. Magyarországon országszerte elterjedt, a hegyvidékeken gyakori faj. 
A déli fekvésű, meleg, száraz élőhelyeket kedveli. Lárvája különféle lombos fák, cserjék (pl. bükk vagy mogyoró) földre hullott, korhadó ágaiban él. Két-három évig fejlődik, majd tavasszal vagy nyár elején a fában készített bábkamrában bebábozódik. Az imágó májustól augusztusig rajzik. Nappal aktív, többnyire a tisztások, erdőszélek virágzó növényein tartózkodik. 

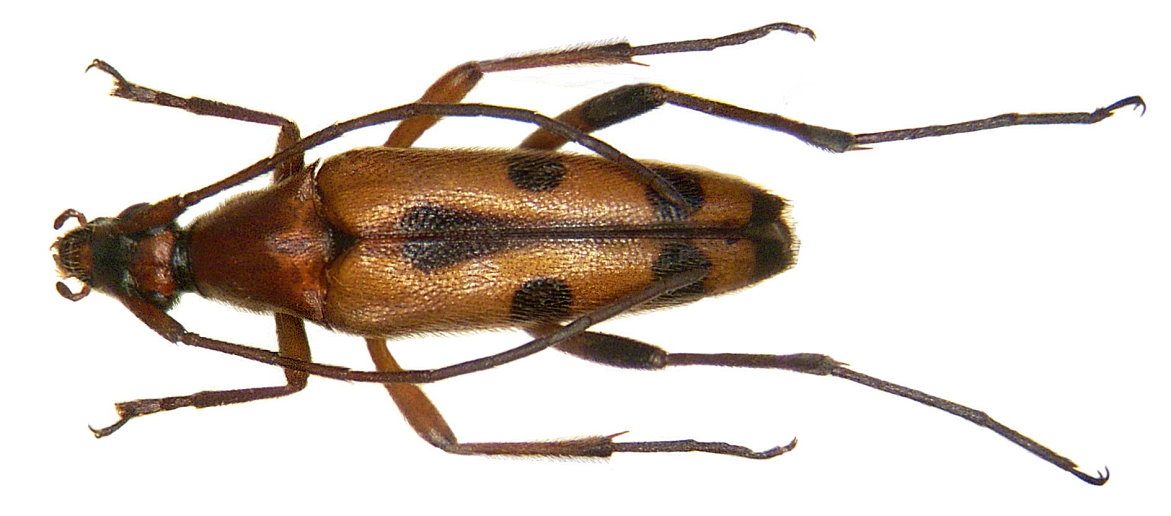
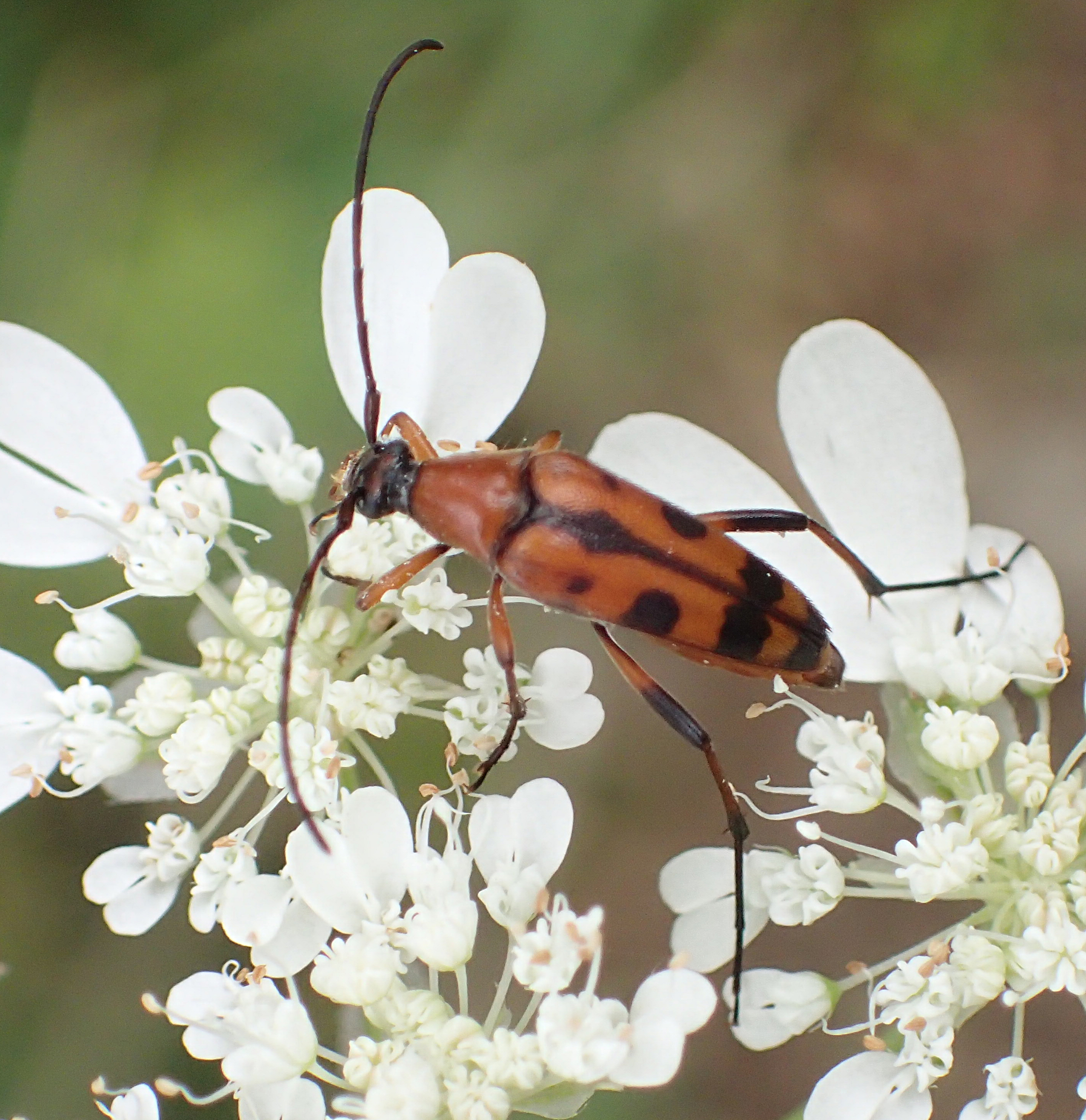
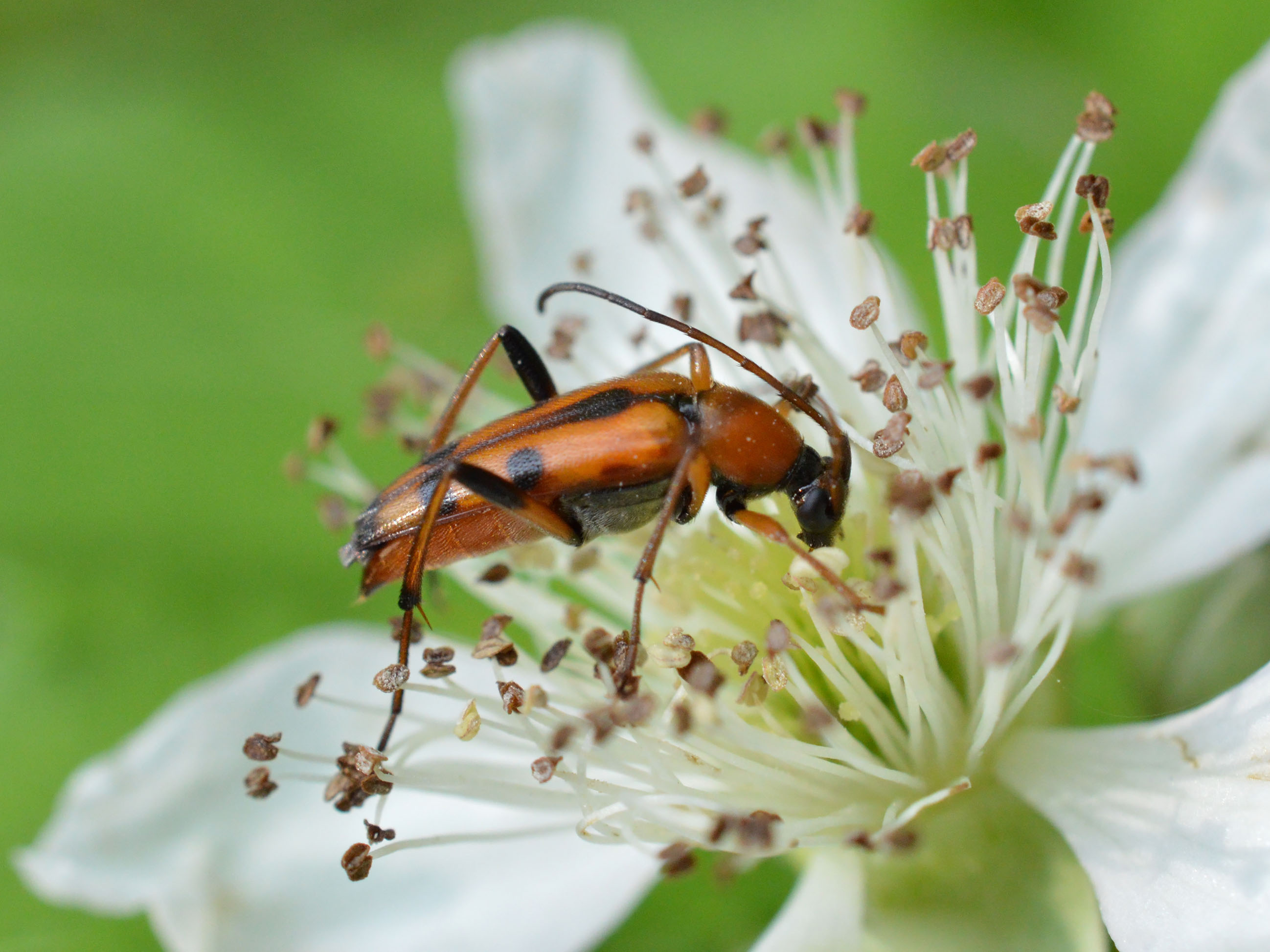
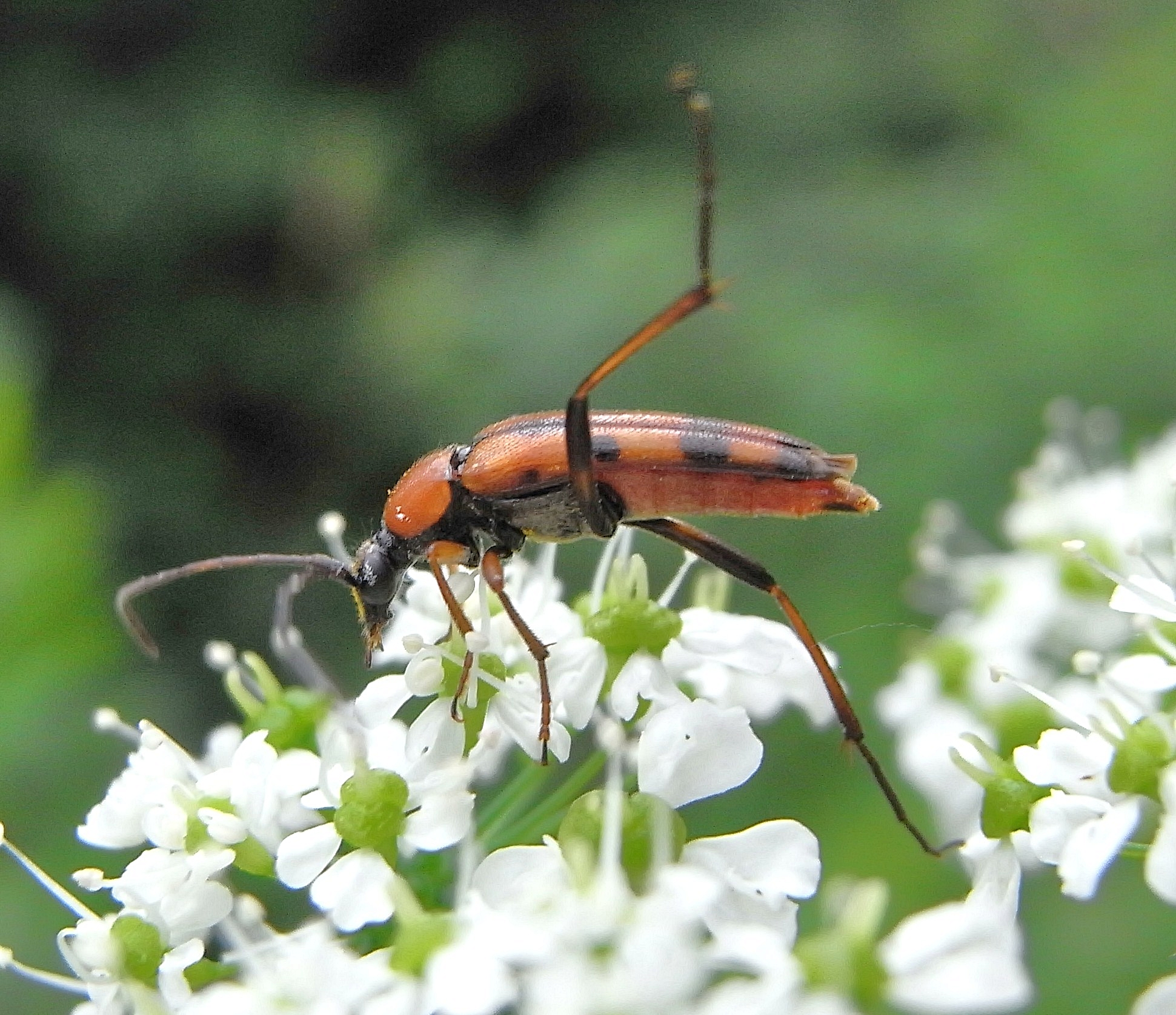
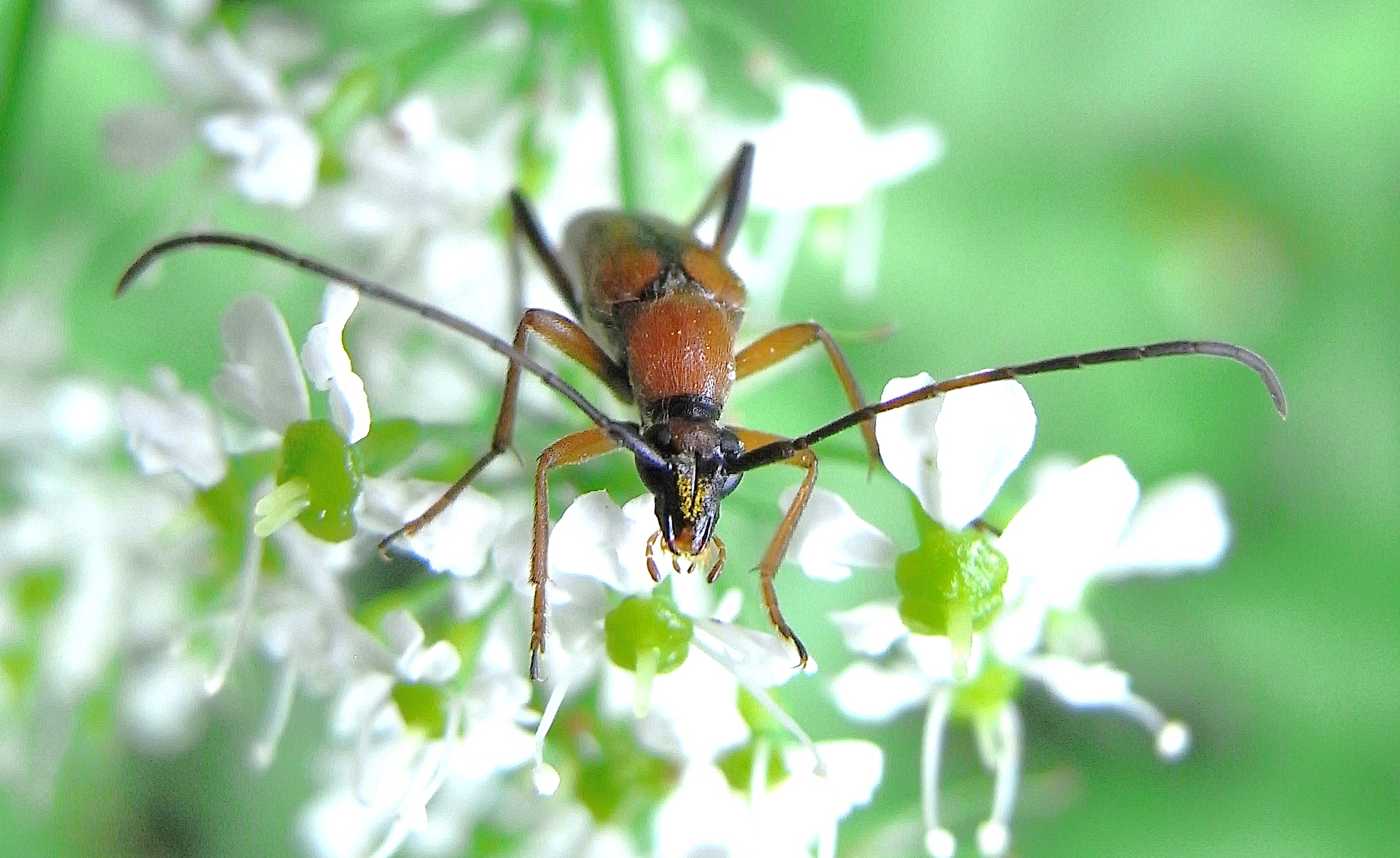

Magyarországon nem védett.